# Italia alla XXVI Universiade
L'Italia ha partecipato alla XXVI Universiade, tenutasi a Shenzhen dal 12 al 23 agosto 2011, conquistando un totale di trenta medaglie.

## Medagliere per discipline
| Sport            | Oro | Argento | Bronzo | Totale |
| ---------------- | --- | ------- | ------ | ------ |
| Tiro             | 7   | 0       | 2      | 2      |
| Nuoto            | 4   | 2       | 4      | 10     |
| Scherma          | 1   | 2       | 2      | 5      |
| Golf             | 0   | 1       | 1      | 2      |
| Atletica leggera | 0   | 0       | 2      | 2      |
| Ginnastica       | 0   | 0       | 1      | 1      |
| Tiro con l'arco  | 0   | 0       | 1      | 1      |
| Totale           | 12  | 5       | 13     | 30     |

### Dettaglio
| Sport            | Oro                                      | Argento                           | Bronzo                                              |
| ---------------- | ---------------------------------------- | --------------------------------- | --------------------------------------------------- |
| Tiro             | Niccolò Campriani (carabina 10 m)        |                                   | Simone Lorenzo Prosperi (fossa olimpica)            |
| Tiro             | Niccolò Campriani (carabina 50 m)        | Squadra double trap maschile      |                                                     |
| Tiro             | Squadra carabina 10 m maschile           |                                   |                                                     |
| Tiro             | Petra Zublasing (carabina 10 m)          |                                   |                                                     |
| Tiro             | Giancarlo Tazza (skeet)                  |                                   |                                                     |
| Tiro             | Marco Panizza (fossa olimpica)           |                                   |                                                     |
| Tiro             | Squadra fossa olimpica maschile          |                                   |                                                     |
|                  |                                          |                                   |                                                     |
| Nuoto            | Lucio Spadaro (50 m SL)                  | Rocco Potenza (800 m SL)          | Sebastiano Ranfagni (100 m SL)                      |
| Nuoto            | Rocco Potenza (1500 m SL)                | Paolo Facchinelli (50 m farfalla) | Mattia Pesce (50 m dorso)                           |
| Nuoto            | Simone Ruffini (10 km fondo)             |                                   | Staffetta 4x100 musta maschile                      |
| Nuoto            | Rachele Bruni (10 km fondo)              | Alice Franco (10 km fondo)        |                                                     |
|                  |                                          |                                   |                                                     |
| Scherma          | Martino Minuto (fioretto)                | Squadra fioretto maschile         | Massimiliano Murolo (sciabola)                      |
| Scherma          |                                          | Squadra sciabola maschile         | Raffaello Marzani (spada)                           |
|                  |                                          |                                   |                                                     |
| Golf             |                                          | Squadra maschile                  | Andrea Bolognesi (singolo)                          |
|                  |                                          |                                   |                                                     |
| Atletica leggera |                                          |                                   | Stefano La Rosa (5000 m)                            |
| Atletica leggera | Lorenzo Povegliano (lancio del martello) |                                   |                                                     |
|                  |                                          |                                   |                                                     |
| Ginnastica       |                                          |                                   | Giulia Bianchi Emanuele Pagliuca (aerobica)         |
|                  |                                          |                                   |                                                     |
| Tiro con l'arco  |                                          |                                   | Anastasia Anastasio Jacopo Polidori (arco compound) |